# Площадь Академика Климова
Пло́щадь Акаде́мика Кли́мова — площадь в Выборгском районе Санкт-Петербурга. Находится на пересечении Большого Сампсониевского проспекта и улиц Кантемировская и Белоостровская.

## Название
30 октября 2001 года площадь получила современное название площадь Академика Климова в честь академика, главного конструктора авиационных двигателей В. Я. Климова, чьё имя ныне носит завод, находившийся на площади.

## История
Площадь на пересечении Большого Сампсониевского проспекта и Кантемировской улицы была образована в 1950-е годы для улучшения транспортных связей, но долгое время оставалась безымянной и не соединялась с Петроградской стороной на другом берегу реки Большая Невка. Берега соединил Кантемировский мост, построенный в створе Кантемировской улицы в 1979-82 гг. и связавший ее с продолжением на Аптекарcком острове Большого проспекта Петроградской стороны проспектом Медиков. С пробивкой до соединения с Кантемировской улицей ее восточного продолжения -  проспекта Маршала Блюхера площадь и улицы стали связующим звеном между Петроградским районом на левом берегу Большой Невки и далее Васильевским островом, Приморским (в 1980-е годы Ждановским) районом 
по Белоостровской улице через микрорайон станции метро Черная речка, Выборгским районом по Большому Сампсониевскому проспекту (тогда проспекту Карла Маркса) и через Кантемировскую улицу с другими большими жилыми массивами - Гражданкой через Кушелевскую дорогу, Пискарёвкой и Охтой в Калининском и Красногвардейском районах города. Кроме автомобильного и автобусного через площадь появилось троллейбусное движение.

## Достопримечательности

### Завод имени Климова. Административный корпус (Большой Сампсониевский проспект, дом 71,Кантемировская улица, дом 11)
Машиностроительный завод  им. Климова. Административный корпус. Построен в 1961 году в стиле сталинского неоклассицизма.

### Жилой дом со встроенными помещениями (Большой Сампсониевский проспект, дом 76, Кантемировская улица, дом 9)
Жилой дом со встроенными помещениями построен 1952 году по проекту архитектора А.Я. Мачерета в стиле сталинского неоклассицизма. Протяженное симметричное 5-этажное здание из шлакоблоков с декором, характерным для сталинского ампира, симметрично дому 80 по проспекту.

### Здание ОКБ «Радуга»(Кантемировская улица, дом 12,Белоостровская улица, дом 4)
Здание ОКБ «Радуга» или НПП «Радуга» или ОКБ «Радуга». 24-этажное 85-метровое здание было построено в 1991 году по проекту, разработанному архитектурной мастерской под руководством Б.Е. Сандлера, специально для Научно-производственного предприятия «Радуга». Витражи с медными переплетами изготовлены в ГДР. Конструкция здания представляет собой железобетонный каркас с внешними панелями. В 2002 году перед зданием открыт круглый фонтан.

### Жилой дом (Белоостровская улица, дом 3)
Жилой дом семиэтажный типовой, построен в 1973 году.

### Жилой дом (Большой Сампсониевский проспект, дом 80)
Жилой дом построен 1953 году по проекту архитектора А.Я. Мачерета в стиле сталинского неоклассицизма. Протяженное симметричное 5-этажное здание из шлакоблоков с декором, характерным для сталинского ампира, симметрично дому 76 по проспекту.

### Доходный дом Дерновых (Большой Сампсониевский проспект, дом 73, Кантемировская улица, дом 18)
Доходный дом Дерновых или Налоговая инспекция № 17. Дом в стиле модерн построен в 1908 году по проекту архитектора Э.А. Густавсона. Сейчас здесь находится Межрайонная Налоговая инспекция № 17.

### Общежитие Педиатрической медицинской академии (Кантемировская улица, дом 16, Большой Сампсониевский проспект,дом 71)
Общежитие № 1 Санкт-Петербургской Государственной Педиатрической медицинской академии. Пятиэтажное здание в стиле сталинского неоклассицизма построено в 1945 году по проекту архитектора С.М. Моносзона. Фасады шлакоблочные оштукатуренные с декором.
- Вид на здание, ранее занятое заводом имени Климова
- Фонтан на площади
- Башня БЦ Радуга, снятая с воздуха

## Транспорт
Ближайшей к площади станцией метро является «Лесная», расстояние от которой до площади составляет около 500 метров.
Через площадь транзитом проходит маршрут троллейбуса № 31, а также маршруты социальных и коммерческих автобусов, следующих по Кантемировской улице или с Кантемировской улицы на Белоостровскую улицу.
На самой площади располагается троллейбусное разворотное кольцо, используемое троллейбусным маршрутом № 18.